# Trophée Oscar Robertson
Le trophée Oscar Robertson (Oscar Robertson Trophy) est une récompense annuelle remise au meilleur joueur universitaire de Division I de basket-ball. Il est considéré comme l'un des trophées les plus prestigieux du basket-ball universitaire. Il est décerné par la United States Basketball Writers Association. 

## Historique
Cette récompense est remise pour la première fois en 1959 sous le nom de USBWA College Player of the Year, ce qui en fait la plus ancienne récompense décernée dans le basket-ball universitaire américain. La USBWA sélectionne chaque année le meilleur joueur de l'année et une sélection des meilleurs joueurs (All-America teams) chez les hommes et chez les femmes. Le USBWA men's player of the year award s'appelle désormais le trophée Oscar Robertson depuis 1998.
La USBWA choisit également le meilleur entraîneur de l'année chez les hommes et chez les femmes, le trophée masculin s'intitulant Henry Iba, en l'honneur de cet entraîneur. Cinq nommés sont sélectionnés et l'individu ayant obtenu le plus de voix reçoit le trophée lors du Final Four.

## Palmarès

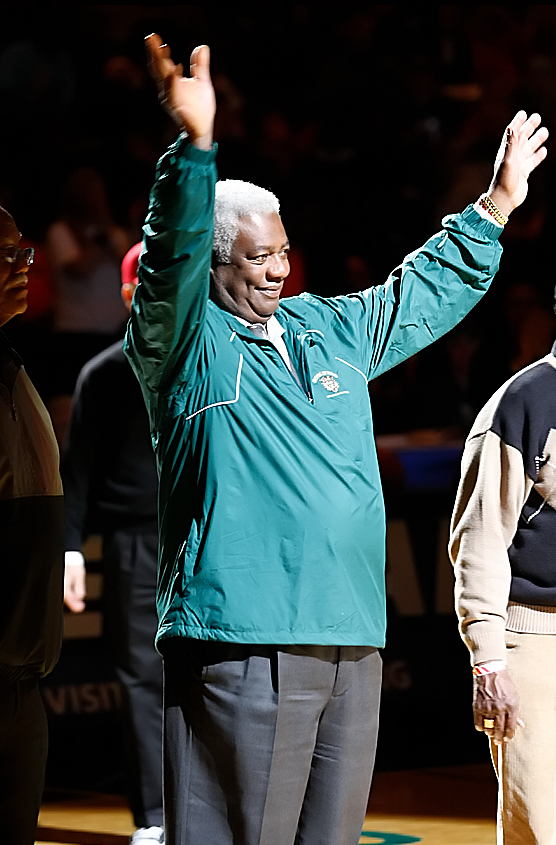
Oscar Robertson en 2010.

- 1959 - Oscar Robertson, Cincinnati
- 1960 - Oscar Robertson, Cincinnati
- 1961 - Jerry Lucas, Ohio State
- 1962 - Jerry Lucas, Ohio State
- 1963 - Art Heyman, Duke
- 1964 - Walt Hazzard, UCLA
- 1965 - Bill Bradley, Princeton
- 1966 - Cazzie Russell, Michigan
- 1967 - Lew Alcindor, UCLA
- 1968 - Lew Alcindor, UCLA
- 1969 - Pete Maravich, LSU
- 1970 - Pete Maravich, LSU
- 1971 - Sidney Wicks, UCLA
- 1972 - Bill Walton, UCLA
- 1973 - Bill Walton, UCLA
- 1974 - Bill Walton, UCLA
- 1975 - David Thompson, NC State
- 1976 - Adrian Dantley, Notre Dame
- 1977 - Marques Johnson, UCLA
- 1978 - Phil Ford, North Carolina
- 1979 - Larry Bird, Indiana State
- 1980 - Mark Aguirre, DePaul
- 1981 - Ralph Sampson, Virginia
- 1982 - Ralph Sampson, Virginia
- 1983 - Ralph Sampson, Virginia
- 1984 - Michael Jordan, North Carolina
- 1985 - Chris Mullin, St. John's
- 1986 - Walter Berry, St. John's
- 1987 - David Robinson, Navy
- 1988 - Hersey Hawkins, Bradley
- 1989 - Danny Ferry, Duke
- 1990 - Lionel Simmons, La Salle
- 1991 - Larry Johnson, UNLV
- 1992 - Christian Laettner, Duke
- 1993 - Calbert Cheaney, Indiana
- 1994 - Glenn Robinson, Purdue
- 1995 - Ed O'Bannon, UCLA
- 1996 - Marcus Camby, UMass
- 1997 - Tim Duncan, Wake Forest
- 1998 - Antawn Jamison, North Carolina
- 1999 - Elton Brand, Duke
- 2000 - Kenyon Martin, Cincinnati
- 2001 - Shane Battier, Duke
- 2002 - Jay Williams, Duke
- 2003 - David West, Xavier
- 2004 - Jameer Nelson, Saint Joseph's
- 2005 - Andrew Bogut, Utah
- 2006 - J. J. Redick, Duke et Adam Morrison, Gonzaga
- 2007 - Kevin Durant, Texas[1]
- 2008 - Tyler Hansbrough, North Carolina[2]
- 2009 - Blake Griffin, Oklahoma[3]
- 2010 - Evan Turner, Ohio State
- 2011 - Jimmer Fredette, BYU
- 2012 - Anthony Davis, Kentucky[4]
- 2013 - Trey Burke, Michigan
- 2014 - Doug McDermott, Creighton[5]
- 2015 - Frank Kaminsky, Wisconsin[6]
- 2016 - Buddy Hield, Oklahoma[7]
- 2017 - Frank Mason III, Kansas[8]
- 2018 - Jalen Brunson, Villanova[9]
- 2019 - Zion Williamson, Duke[10]
- 2020 - Obi Toppin, Dayton[11]
- 2021 – Luka Garza, Iowa
- 2022 – Oscar Tshiebwe, Kentucky
- 2023 – Zach Edey, Purdue
- 2024 – Zach Edey, Purdue[12]
- 2025 – Cooper Flagg, Duke